# MachineGames
MachineGames  — шведская компания по разработке видеоигр, расположенная в Упсале, Швеция. 

## История

### Starbreeze
MachineGames возникла вокруг группы разработчиков и ключевых фигур компании Starbreeze Studios. Основанная в 1998 году, за 11 лет работы компания Starbreeze выросла с семи разработчиков до 100, став влиятельной в индустрии игровой студией. Затем, в 2009 году, во время работы над Syndicate, Фредрик Юнгдаль, Йерк Густафссон, Йенс Маттиес, Йим Челлин, Челль Эмануэльссон, Майкл Уинн и основатель Starbreeze Магнус Хёгдаль покинули Starbreeze, чтобы основать собственную компанию. Густаф Грефберг, соучредитель Starbreeze, остался в компании, чтобы закончить Syndicate и Brothers: A Tale of Two Sons, но после этого также перешёл в MachineGames.
Первые полтора года Machine существовала на гране закрытия. Некоторые члены команды заложили свои дома, чтобы поддержать компанию на плаву. Со слов Йенса Маттиеса: «первое, что мы сделали, — это просто провели мозговой штурм по множеству различных игровых концепций. А потом мы начали предлагать их различным издателям. По сути, это были первые полтора года». Маттис стал креативным директором компании, в то время как Густафссон стал управляющим директором и исполнительным продюсером. Вскоре после этого Хёгдаль и Уинн покинули группу по личным причинам.

### Bethesda Softworks
В 2010 году ZeniMax Media объявила о приобретении id Software и всей ее интеллектуальной собственности, включая Doom, Quake и Wolfenstein. Когда Machine предложила Bethesda один из своих концептов, Bethesda вместо него предложила заняться развитием франшиз id. Маттиес учился геймдизайну, создавая моды для Quake в составе группы моддеров The Cavern, и, по его словам, для него это предложение оказалось «мечтой, ставшей реальностью».
В июле 2010 года MachineGames договорилась с Bethesda Softworks о разработке игры в серии Wolfenstein. В ноябре того же года MachineGames была приобретена Bethesda Softworks, дочерней компанией ZeniMax Media. Как описывает вице-президент Bethesda по связям с общественностью и маркетингу Пит Хайнс, отчасти это решение было связано с техническими знаниями команды: «эти ребята действительно хороши. Даже если мы не будем заниматься конкретно этой серией, нам точно следует нанять их, потому что они умны и по-настоящему хороши. У нас здесь было много людей, которые равнялись на наши технологии, и эти ребята — одни из немногих, кто использует движок id Tech 5».
После слияния MachineGames была зарегистрирована как ZeniMax Sweden AB, а позже была переименована в MachineGames Sweden AB. После приобретения MachineGames возобновила найм. По словам Густафссона, около 70% сотрудников компании в то время были выходцами из Starbreeze.
20 мая 2014 года была выпущена первая игра от MachineGames в составе Bethesda Softworks — Wolfenstein: The New Order на основе игрового движка id Tech 5. Игра разрабатывалась четыре года, и в последнюю минуту её выпуск был перенесен на 2014 год, чтобы команда успела адаптировать её к недавно выпущенным консолям Xbox One и PlayStation 4. Несмотря на то, что The New Order основана на существующей франшизе, она была довольно рискованным проектом для Machine и для издателя Bethesda Softworks. Игра была разработана как шутер от первого лица с глубоким повествованием и отсылками к стилю шутеров середины 90-х годов.
В июне 2016 года студия выпустила Dimension of the Past, бесплатный эпизод для игры id Software 1996 года Quake, в честь двадцатилетия игры. На Electronic Entertainment Expo 2017 было объявлено, что Wolfenstein II: The New Colossus, сиквел The New Order, выйдет 27 октября 2017 года для Microsoft Windows, PlayStation 4 и Xbox One.

## Microsoft
Microsoft приобрела ZeniMax в марте 2021 года. В этом же году MachineGames объявили, что их следующая игра будет основана на франшизе «Индиана Джонс», а исполнительным продюсером выступит Тодд Говард.
25 августа 2021 года стало известно, что компанию покинул сооснователь и креативный директор Йенс Маттьес, ставший фрилансером. В ноябре 2023 года студия объявила о планах открыть студию-спутник в Сундсвалле к 2024 году.

## Игры MachineGames
| Год  | Игра                               | Платформы                                                                         | Движок       |
| ---- | ---------------------------------- | --------------------------------------------------------------------------------- | ------------ |
| 2014 | Wolfenstein: The New Order         | Windows, PlayStation 3, Xbox 360, PlayStation 4, Xbox One                         | id Tech 5    |
| 2015 | Wolfenstein: The Old Blood         | Windows, PlayStation 4, Xbox One                                                  | id Tech 5    |
| 2016 | Quake: Dimension of the Past       | Windows                                                                           | Quake engine |
| 2017 | Wolfenstein II: The New Colossus   | Windows, PlayStation 4, Xbox One, Nintendo Switch                                 | id Tech 6    |
| 2019 | Wolfenstein: Youngblood            | Windows, PlayStation 4, Xbox One, Nintendo Switch                                 | id Tech 6    |
| 2019 | Wolfenstein: Cyberpilot            | HTC Vive, Oculus Rift, PlayStation VR                                             | id Tech 6    |
| 2021 | Quake: Dimension of the Machine    | Nintendo Switch, PlayStation 4, PlayStation 5, Windows, Xbox One, Xbox Series X/S |              |
| 2023 | Quake II: Call of the Machine      | Nintendo Switch, PlayStation 4, PlayStation 5, Windows, Xbox One, Xbox Series X/S |              |
| 2024 | Indiana Jones and the Great Circle | Windows, PlayStation 5, Xbox Series X/S                                           | id Tech 7    |